# Герасим Рилски
Герасим Рилски е български духовник и общественик, дългогодишен игумен на Араповския манастир.

## Биография
Роден е в 1830 година в град Горна Джумая, тогава в Османската империя. Учи в метоха на Рилския манастир в родния си град, а по-късно в самия манастир, където става послушник. Изпратен е да учи в Русия в Киевската духовна семинария. Десет години е дякон в Москва, а по-късно свещеник в Тифлис.
Връща се в българските земи и става изповедник в пловдивския метох на Рилския манастир. В 1860 година става монах в новия Араповски манастир. Около 1873 година става игумен на манастира. Като игумен отец Герасим превръща манастира във важно културно средище – в манастирското училище се преподава на български, а не на гръцки и се обучават много свещеници и учители. В манастира е създадена голяма библиотека с руски и български книги и е отворена щампарница. Герасим Рилски подпомага бедни деца от родния си град да учат в манастира.
Герасим Рилски пътува често до Русия. При тези си пътувания се запознава с Христо Ботев, с когото поддържа връзки – в 1875 година му помага да закупи печатница. В приятелски отношения е и с Ангел войвода, който дава парите за изграждане на постройките около църквата и на отбранителната кула на манастира. Герасим Рилски е в приятелски отношения и с Иван Вазов. В 1878 година башибозук разрушава манастира и отец Герасим Рилски полага големи усилия за възстановяването му.
Отец Герасим умира в 1892 година в Пловдив.